# Helmut Vetter
Helmut Vetter (Aschaffenburg, 1923 – Eichsel, 2009) német festő. 

## Élete
Egy gyógyszertáros fiaként született Aschaffenburgban, 1923-ban. Gyermekkorát szülőfalujában töltötte, majd Dél-Amerikába költözött. Felsőfokú építészeti tanulmányokat végzett Buenos Airesben, ahol építészként is dolgozott, majd a bécsi egyetemen is diplomát szerzett. Ezután szabadúszó grafikusként és reklámgrafikusként dolgozott. Bayreuthba ment, ahol templomok számára készített vallási tárgyú képeket Bayreuthban, Krefeldben és Nürnbergben. Számos kiállítást is rendezett műveiből. Ezután a szüleihez költözött Bázelbe, majd Stuttgartban telepedett le. Több évig tartózkodott Spanyolországban feleségével, Heikével, majd 1989-ben költözött Eichselbe. Művészetére hatással volt Emil Nolde, Franz Marc és Vincent van Gogh.

## Kiadványok
- 15 Tempera (Schuler Verlagsgesellschaft, Stuttgart, 1964)
- 34 Tempera (Emil Fink Verlag, 1966)
- 46 Tempera (Fink, Stuttgart, 1968)
- Acht Pastelle (Emil Fink Verlag, 1971)